# Sylvestre de Laval
Pour les articles homonymes, voir Sylvestre.
Sylvestre de Laval, né à Laval vers 1570 et mort en 1616, est un théologien et religieux français. 

## Biographie
Son nom de famille est inconnu : Religieux chez les Capucins, il prit celui de son lieu de naissance. Il laissa deux ouvrages controversés.
Il fit profession probablement à Paris, enseigna la philosophie et la théologie dans le couvent de la capitale, puis fut destiné à l'œuvre des missions. Il y eut de grands succès. Les habitants de Saumur, édifiés de ses prédications, appelèrent chez eux, malgré l'opposition de Duplessis-Mornay, les Mineurs Capucins en 1600. En 1602, il prêchait le carême à Alençon, et l'on fut si satisfait que tous les ordres de la ville l'engagèrent à y faire un établissement. M. Gallois d'Aché, seigneur de Soulgé-le-Bruant, fut son principal auxiliaire. Il avait le titre de prédicateur et de définiteur de sa province et même, en l'absence du provincial, de visiteur en 1602. Les annales de l'Ordre louent sa science, sa sainteté, la rigueur de sa pénitence, son caractère aimable, l'agrément de son commerce, et ajoutent qu'il mourut empoisonné par les Religionnaires en 1616.

## Publications
- Correction chrestienne des erreurs et impiétés du ministre Vignier et de la vraie participation du corps et du sang de Jésus-Christ, Blois, 1608, in-8° ;avec frontispice de Th. Leu[3].;
- Les Justes grandeurs de l'église romaine, contre l'impiété de ceux qui nomment le pape antichrist, singulièrement contre le ministre Vignier... Poitiers : A. Mesnier, 1611, 4 tomes et les tables en 1 vol. in-4 ̊, manchettes, titre gr[4].